# Mark Williams Company
Die Mark Williams Company war ein US-amerikanisches Software-Unternehmen in Chicago.
Ursprünglich firmierte unter dem Namen ein Farbenhersteller. Dessen Besitzer schloss das Unternehmen aus Altersgründen und übergab die Reste an seinen Sohn Robert „Bob“ Swartz. Dieser eröffnete unter der alten Firma 1980 das Software-Unternehmen. Zum 1. Februar 1995 war das Unternehmen insolvent. Es hatte nie mehr als 20 Mitarbeiter. Die Rechte an den Produkten des Unternehmens gingen an die Bank über, die sie später, u. a. an ein Unternehmen namens Open Coherent L.L.C., weiter veräußerte.

## Produkte
Zu den bekannteren Produkten der 15-jährigen Unternehmensgeschichte gehörten:

### Coherent
Der erste bezahlbare Unix-Clone für preiswerte PC-Hardware: Die Entwicklung von  Coherent, im Wesentlichen durch vier Mitarbeiter, fand ab etwa 1981 auf einer DEC PDP-11/45 statt, wenig später erfolgten Portierungen auf Motorola 68000 und Zilog Z8001/8002, ab 1982 auf Intel x86. Damit war ein Einsatz u. a. auf der IBM-PC-Plattform und auf Commodore 900 möglich, auf dem später frühe Versionen von Linux entstanden. Eine Version zum Einsatz auf der IBM-PC-Plattform war im Sommer 1983 für etwa $500 vor der Vorstellung eines IBM-eigenen Unix-Produktes auf dem Markt. war aber noch nicht fehlerfrei. Bezahlbare Konkurrenzprodukte blieben jedoch auch in den folgenden Jahren noch selten. Seitens der Unternehmensleitung wurde als Designrichtlinie festgelegt, dass kein Code des nachzubildenden Unix der Bell Laboratories verwendet werden durfte, was bei mehreren Besuchen von Dennis Ritchie überprüft wurde. So entstand der Coherent C-Compiler mit dem von Dave Conroy in Assembler geschriebenen DECUS C-Compiler. In den späteren Gerichtsverfahren zwischen SCO und IBM um die Eigentumsrechte an Unix wurden diese Überprüfungen als Beispiel dafür herangezogen, das die Erstellung eines mit Unix vergleichbaren Betriebssystems ohne Verwendung des Originalcodes der Bell Laboratories möglich ist.

### csd
Der erste C Quelltext Debugger

### Let’s C
Der erste preiswerte professionelle C-Compiler für den IBM PC

### Mark Williams Cfür den Atari ST
Mark Williams C für den Atari ST, der professionelle C-Compiler für den Atari ST ersetzte den Alcyon C-Compiler im offiziellen, von Atari selbst vertriebenen Software-Development-Kit. Das Produkt des Herstellers, der in der Minicomputerszene durch seinen für IBM-PCs mit Source-Code-Debugger vertriebenen C-Compiler bekannt geworden war, war für die Atari-Plattform nicht vor dem Juni 1986 verfügbar. In einem Vergleichstest wurde gegenüber anderen Produkten eine relativ fehlerfreie und vollständige Kommandozeilenbedienung, der über eine kostenfreie Telefonnummer erreichbare Kundendienst und der im Paket zusätzlich enthaltene Source-Code-Debugger sowie das Installationsprogramm herausgestellt. Die Dokumentation galt als umfangreich und ausreichend, war aber sprachlich durchaus verbesserungsfähig. Das Paket unterstützte nicht die Arbeit in der grafischen Oberfläche GEM, der erstellte Source-Code war aber auch auf anderen Plattformen wie IBM-PC oder VAX zusammen mit den gleichnamigen C-Compiler-Produkten des Herstellers verwendbar.  Zum Paket gehörte ein MicroEMACS als Editor, die Arbeitsumgebung war mit Unix-Rechnern vergleichbar und kleine Projekte konnten direkt von Diskette kompiliert werden. Die Version 1.0/1.1 erschien 1986, die Version 2 erschien 1987. Ab Juni 1988 wurde in Deutschland die Version 2.1 vertrieben, eine Version 3.0 war im Oktober 1988 auf dem Markt, war aber nicht kompatibel zu ANSI-C.